# William Alexander, 1:e earl av Stirling
William Alexander, 1:e earl av Stirling, 1:e earl av Dovan, 1:e viscount av Stirling, 1:e baronet,  född omkring 1567 i Clackmannanshire, död den 12 september 1640, var en skotsk skald och statsman.
Alexander anställdes som lärare hos Jakob VI:s son Henrik och åtföljde 1603 Jakob till England, där han blev hovman först hos prins Henrik och efter dennes död (1612) hos prins Karl. År 1621 fick han i förläning nuvarande Nova Scotia, New Brunswick och en del av Kanada, vilka trakter Jakob hoppades kolonisera genom att sälja små jordområden med åtföljande adelstitlar ("baronets of Nova Scotia"). Karl I bekräftade 1625 gåvan och gav Alexander rätt att där "bruka gruvor och skogar, bygga städer, anställa marknader, inrätta domstolar, lämna jordförläningar och slå mynt". Alexander skrev 1625 Encouragement to colonies, men förmådde ej göra bruk av sina vidsträckta kolonisationsrättigheter. År 1626 blev han statssekreterare för Skottland samt visade som sådan mycken duglighet och orubblig trohet mot kungen. Trots de stora förläningar han på papperet erhållit, dog han i fattigdom. 
Under åren 1603-1607 utgav han fyra rimmade "Monarchiche tragedies" (Darius, Cræsus, The alexandræan tragedie och Julius Cæsar), 1604 Aurora, en samling, delvis mycket vackra sonetter och andra lyriska dikter; 1614 utkom 1:a delen av hans Doomes-day, en stor dikt på över 11 000 versrader, som förelåg färdig först 1637. Dessutom tillkommer honom största förtjänsten av Jakob I:s översättning av Psaltaren (The psalmes of king David, translated by king James, 1631). År 1637 utgav han en samlad upplaga av sina dikter, Recreations with the Muses'. En fullständig och kritisk upplaga av Alexanders dikter, The poetical works of Sir William Alexander, earl of Stirling, utkom i 3 band 1870-1872.